# István Székely
István Székely (ur. 23 października 1959 w Târgu Mureș) – węgierski wioślarz.

## Osiągnięcia
- Mistrzostwa Świata – Linz 2008 – ósemka wagi lekkiej – 9. miejsce[1].
- Mistrzostwa Świata – Poznań 2009 – ósemka wagi lekkiej – 9. miejsce[1].